# A rapporto dal preside
A rapporto dal preside (titolo originale: Report to the Principal's Office) è un romanzo per ragazzi dello scrittore Jerry Spinelli.
Protagonisti sono 4 ragazzi: Sunny Wyler, che è una ragazzina "musona" perché è stata divisa dalla sua amica Hilary; Eddie Mott, che è un ragazzino che si crede un imbranato; Salem Brownmiller e Pepe Johnson che aiutarono Eddie a difendersi dai bulli di terza e che diventarono molto amici di Eddie. La storia è ambientata in una scuola chiamata Plumstead Middle School e alla fine della storia Sunny riprende a sorridere come alle elementari e Eddie capisce di non essere un imbranato e di avere due nuovi amici:Salem e Pepe.